# Bandera de les Illes Åland
La bandera de les Illes Åland fou adoptada el 1954 d'acord amb la Llei sobre l'autonomia d'Åland d'octubre de 1951. Aquesta es compon d'un fons blau i dues creus nòrdiques sobreposades, la primera de color groc i la segona de vermell. Aquesta bandera és fruit de la unió de la bandera de Suècia i els colors de l'Escut de Finlàndia. La proporció és de 17:26 i les proporcions internes són: horitzontals 8:1,5:2:1,5:13 i verticals 6:1,5:2:1,5:6.
Es dona el cas que la bandera de les Illes Òrcades a Escòcia, creada el 2007, és l'oposada de la bandera d'Åland; de la mateixa manera com la bandera d'Islàndia és l'oposada de la bandera de Noruega.

## Colors
Les autoritats d'Aland van especificar oficialment el 2004 els colors de la bandera, els quals anteriorment només es descrivien a la llei com a blau mig, vermell i groc. D'acord amb l'acta número 15, emesa a Mariehamn el 8 d'abril de 2004, els colors de la bandera s'especifiquen en tres sistemes diferents:
| Model de color         | Blau mig     | Groc        | Vermell     |
| ---------------------- | ------------ | ----------- | ----------- |
| Model de Color Natural | 3065-R90B    | 0580-Y10R   | 1085-Y90R   |
| Pantone                | 2945C / 300U | 116C / 109U | 186C / 185U |
| CMYK                   | 100-54-2-0   | 0-16-100-0  | 6-100-100-0 |
| HTML                   | 0064AD       | FFD300      | FFD300      |

El model de color HTML s'ha extret a partir dels altres.

## Història

Bandera no oficial de les Åland (1921-1954)

El territori d'Åland va ser una antiga província de Suècia fins al 1809, quan fou incorporada a Finlàndia, sota domini rus. Amb la independència de Finlàndia el 1917, els natius van aprofitar la situació per tractar de reincorporar-se a Suècia, però la Societat de Nacions no ho va permetre i a canvi van obtenir un alt grau d'autonomia.
En aquesta època va sorgir la idea d'una primera bandera que representés els natius d'aquestes illes. El 1922 es va fer una bandera bicolor no oficial amb tres bandes horitzontals, de color groc al centre i blau les laterals, que es basen en la bandera de Suècia i l'escut de la província.
A la dècada de 1950 es va proposar un concurs per dissenyar una nova bandera. Els motius que més agradaven eren la creu nòrdica i els colors de l'ensenya anterior. La primera proposta elegida fou rebutjada per ser massa semblant a la bandera sueca.
Finalment es va escollir la proposta de la doble creu nòrdica de color groc i vermell, colors de l'escut de Finlàndia, sobre un camp blau, com la bandera sueca. Així es van unir els dos dissenys. Fou hissada per primer cop el 1954 a la ciutat de Mariehamn.

Proposta "finlandesa"
Proposta "finlandesa"